# KRAS
کِـی‌رَس (انگلیسی: KRAS) یک پروتواُنکوژن است که نامش برگرفته از عبارت Kirsten rat sarcoma virus است و این ژن، نخستین بار در این ویروس کشف شد. محصول نهایی این ژن، یک جی‌تی‌پی‌آز p21 است.
یک پروتئین KRAS در حالت عادی، نقش مهمی در سیگنالینگ سلولی و ترارسانی پیام ایفا می‌کند. جهش در این ژن، یکی از مراحل مهم بروز بسیاری از سرطان‌هاست. این پروتئین به‌دلیل حضور یک گروه ایزوپرن در انتهای کربنی خود، معمولاً به غشاء سلول متصل است. در پستانداران دو نوع از این پروتئین با نام‌های «K-Ras4A» و «K-Ras4B» وجود دارد که ساختار متفاوتی در ناحیهٔ سی-ترمینال داشته و با مکانیسم‌های متفاوتی به غشاء سلول اتصال می‌یابند.

## اهمیت بالینی
تنها جابجایی یک اسید آمینه (و به‌ویژه جابجایی یک نوکلئوتید) موجب فعال‌شدن جهش ژنی در KRAS می‌شود. پروتئین حاصله در بروز بدخیمی‌های گوناگونی همچون آدنوکارسینوم ریه، آدنوم موسینوس، کارسینوم داکتالِ لوزالمعده و سرطان روده بزرگ نقش دارد.
چندین جهش ژن KRAS را در سلول‌های جنسی، با بروز سندرم نونان و سندرم قلبی‌چهره‌ای‌جلدی مرتبط دانسته‌اند.
جهش‌های KRAS در سلول‌های سوماتیک در مقادیر فراوان، در سرطان‌های خون، سرطان روده بزرگ، سرطان لوزالمعده و سرطان ریه دیده می‌شود.